# Sassano
Sassano – miejscowość i gmina we Włoszech, w regionie Kampania, w prowincji Salerno.
Według danych na rok 2004 gminę zamieszkiwało 5191 osób, 110,4 os./km².